# الاتحاد السعودي للإعاقات البصرية
الاتحاد السعودي للإعاقات البصرية، هو اتحاد رياضي سعودي مستقل، وأحد الاتحادات البارالمبية في المملكة العربية السعودية، تأسس بموجب قرار صاد عن الأمير عبد العزيز بن تركي الفيصل، وزير الرياضة، ورئيس اللجنة الأولمبية والبارالمبية السعودية في 3 مارس 2022، يرأسه خالد سليمان الفهيد، وتشرف عليه وزارة الرياضة.
يسهم الاتحاد في تعزيز ممارسة ذوي الإعاقة للرياضة، وتطوير الكفاءات السعودية في قطاع الرياضة من ذوي الإعاقة البصرية، وصناعة أبطال رياضيين على الصعيد العالمي.

## مجلس الإدارة
خالد سليمان الفهيد (رئيس المجلس)، نورة الجبالي (نائب رئيس المجلس)، عبد الرحمن المهنا (المشرف المالي)، وعض ية كل من: الدكتور ماجد الدسيماني، الدكتور فيصل بارويس، الدكتور غريب الشويعر، شيخة الشيباني، ماهر الجهني، منى الطريفي.